# Viski Erzsébet
Viski Erzsébet (Vác, 1980. február 22. –) kétszeres olimpiai ezüstérmes, tizenegyszeres világbajnok, kilencszeres Európa-bajnok magyar kajakozó.
1989-ben kezdett kajakozni Nagymaroson, Gyimesi László tanítványaként. Korcsoportos országos bajnoki címeket szerzett. 1997-ben Budapestre igazolt az UTE szakosztályába, itt Fábiánné Rozsnyói Katalin lett az edzője.
Első felnőtt világbajnoki címét 1998-ban szerezte meg, Szegeden a 200 méteres négyes tagjaként Kőbán Rita, Kovács Katalin és Dékány Kinga társaként győzött. 1999 és 2004 között Fábiánnéval, majd Simon Miklóssal további kilenc világbajnoki aranyat nyert különböző négyesek tagjaiként. Kajak egyesben a 2005-ben Európa-bajnoki ezüst- és világbajnoki bronzérmet nyert.
Visszavonulása óta fitnesz személyi edzőként dolgozik. Sportpszichológusi pályára készül.